# Kunstraum Kieswerk

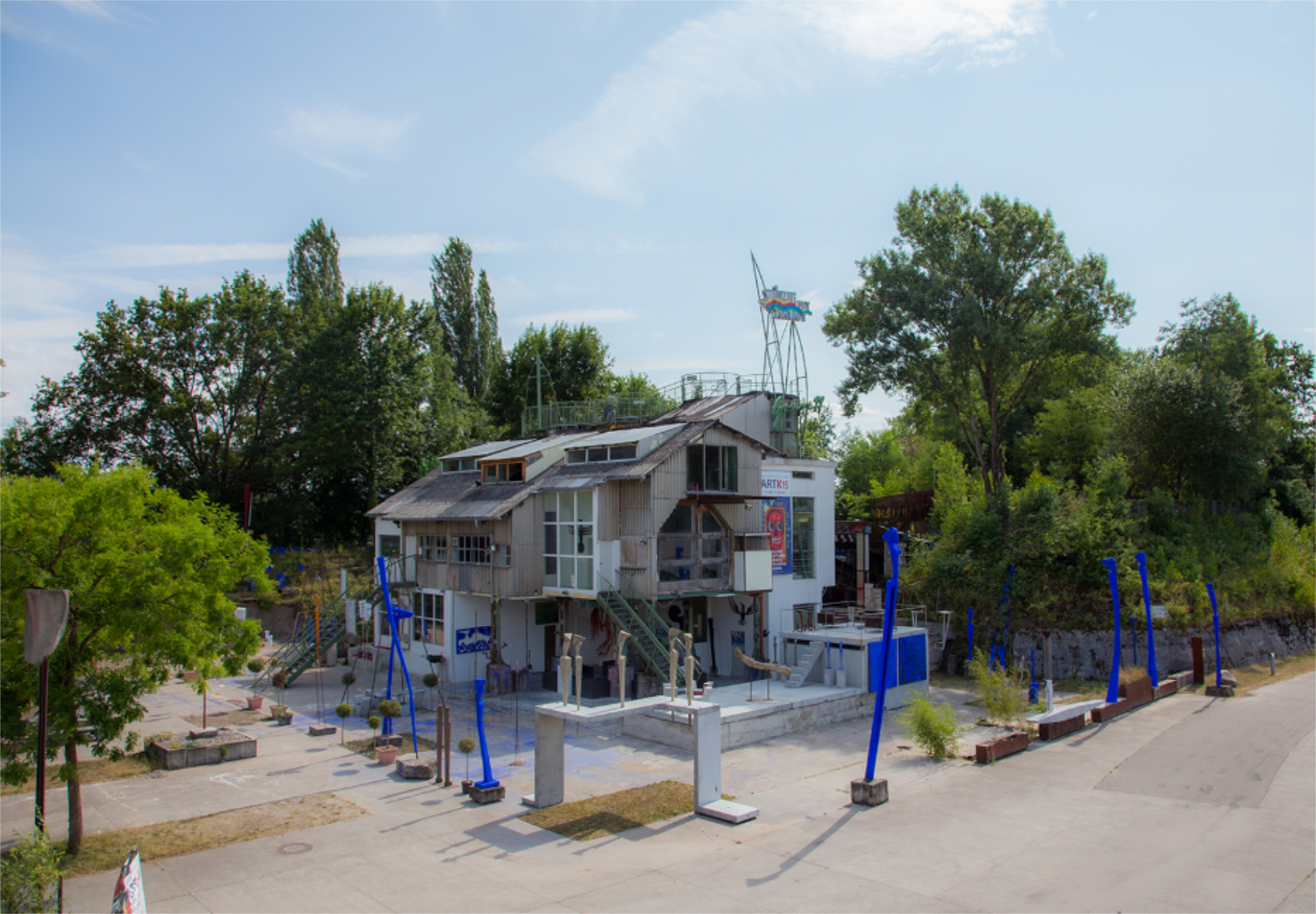
Der Kunstraum Kieswerk

Kunstraum Kieswerk ist ein Industriedenkmal in der Stadt Weil am Rhein, das sich im Dreiländergarten – Schweiz, Deutschland und Frankreich – befindet. Heute wird die ehemalige Transportbetonmischanlage als Galerie und als Atelier genutzt. Der Skulpteur Volker Scheurer und die Malerin Ania Dziezewska bespielen mit ihrer Kunst sieben Räume und ein 2000 Quadratmeter großes Außengelände. Der Event ist ein Projekt des Kunstraumes Kieswerk, das verschiedene Veranstaltungen in Räumen des Industriedenkmals unterstützt.

## Geschichte

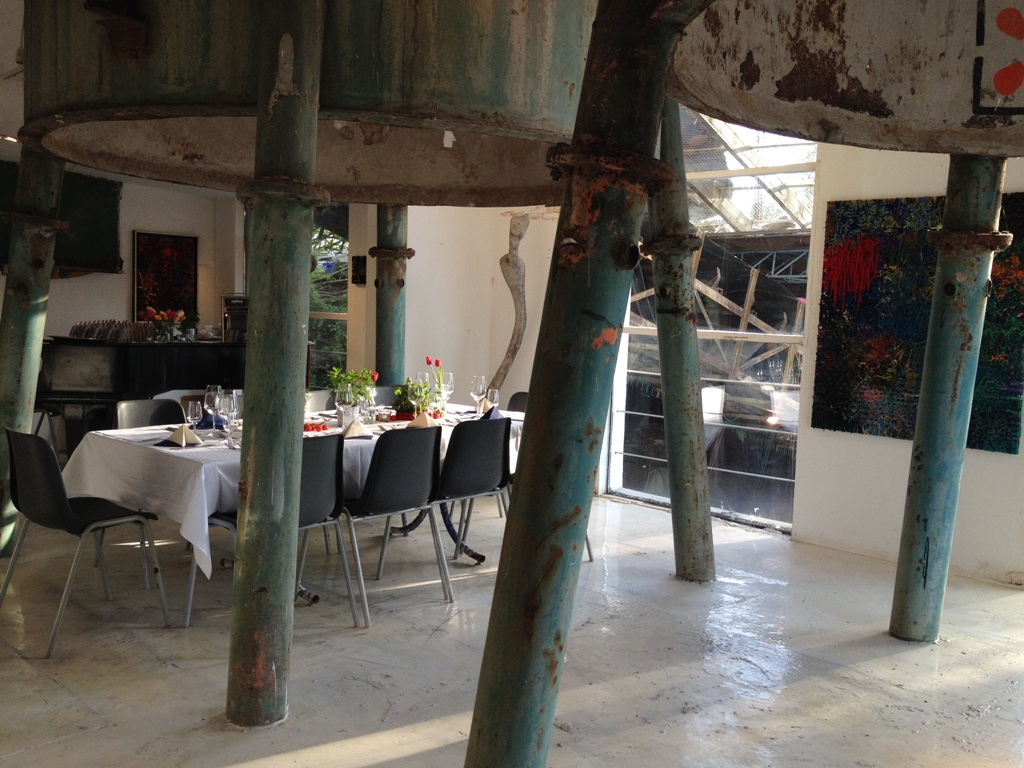
Die Galerie – Innenausstattung

Das Kieswerk war die erste Transportbetonmischanlage in der Regio Basiliensis. In den 1920er Jahren wurde die Anlage als zentrales Element der damaligen Kiesgrube Käppelin in Betrieb genommen. Mit der Betonmischanlage wurden im Jahr 1960 von der Maschinenfabrik Gustav Eirich aus Hardheim in Nordbaden eine erhöht liegende Sammelmulde, Zementsilos und entsprechende Transportvorrichtungen gebaut. Aus Kies wurde Beton in zwei Rührwerken hergestellt. Lastwagen konnten unter die Ständerkonstruktion fahren und die fertige Mischung aufnehmen. Das Steuerpult für diese Vorgänge ist heute noch vorhanden.
Anfang der Sechzigerjahre boomte der Autobahnbau und die Architektur der Betongebäude wurde immer vielfältiger. Bis 1996 war die Anlage in Betrieb. Für Weil am Rhein wurde der Kiesabbau sehr landschaftsprägend. Damit ist das vereinfacht „Kieswerk“ genannte Gebäude eines der wichtigsten Denkmäler der Industrie- und Verkehrsgeschichte der Stadt und der gesamten Dreiländerregion.
Zur Landesgartenschau „Grün 99“ wurde das Gebäude mit seinem ungewöhnlichen Erscheinungsbild unter Denkmalschutz gestellt und von dem Architekten Thomas Spiegelhalter aus Freiburg für das Publikum begehbar gemacht.

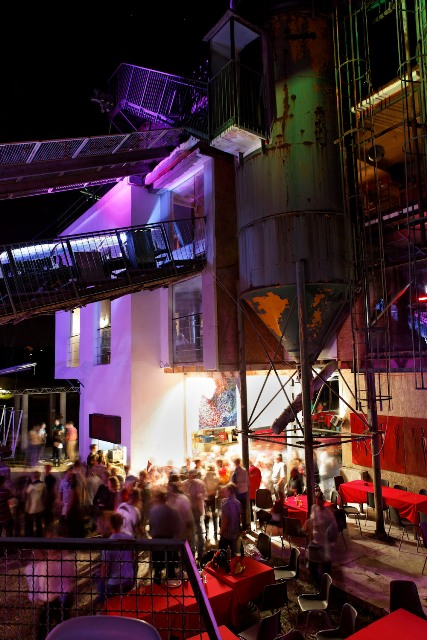
Industriedenkmal – Kunstraum Kieswerk

Für die Erhaltung des Mischwerks sprachen der futuristische Charakter des Gebäudes und die Lage vor den „Gärten der Zukunft“ und dem Landespavillon von Zaha Hadid mit dem Titel Landscape Formation One.

## Restaurierung und Transformierung
Das Gebäude wurde 2001 vom Skulpteur Volker Scheurer übernommen und als Kunstraum Kieswerk nutzbar gemacht und dadurch auch langfristig geschützt. Am Anfang war das ein binationales Projekt, eine Zusammenarbeit mit der Schweizer Künstlerin Bertha Shortiss, die 2004 das Projekt verliest.
Die bestehenden Maschinen, Förderanlagen und Stahlkonstruktionen wurden zum Großteil in die neu entstandenen Räume integriert. Im Außenbereich fand eine klare Abgrenzung von historischem Bestand und neuer Architektur statt. Die neuen Elemente wurden weiß verputzt um einen Kontrast zum historischen Teil zu bilden.
Bis jetzt wurden Atelier- und Ausstellungsräume geschaffen und die vier Silos zu Wohnräumen umgebaut. Im unteren Bereich entstand eine Kulturbühne und eine temporäre Bar. Das frühere Kiesmagazin wurde als „Krypta“ begehbar gemacht und dient auch als Ausstellungs- und Veranstaltungsraum. Im Jahre 2012 ist der Kunstschutzbunker mit zwei Loungebereichen und einem weiteren sphärischen Ausstellungsraum entstanden. Der Kunstschutzbunker wurde über einer schrägen betonierten Grube errichtet, über der in früheren Zeiten Lastwagen nach dem Betontransport gereinigt wurden. Heutzutage dient von Schlick befreite und gereinigte Grube als Basis für den Kunstschutzbunker.
Die Transportbetonmischanlage mit ihren Konstruktionen wird zukünftig weitere Umbauten erfahren, um die Denkmalgeschützten-Teile langfristig zu erhalten.

## Ausstellungen und Kunstprojekte
Seit 2001 werden die internationalen Künstler durch die lebendige Ausstellungen, internationale Symposien, Artist in Residence und Workshops ständig nach Weil am Rhein gebracht. Die beiden Initiatoren sind Volker Scheurer und Ania Dziezewska, die ihre internationalen Beziehungen nutzen, um die Qualität des Kunst-Angebotes in Region zu steigern. Durch die Kunstprojekte von Volker Scheurer in Japan wurden einige japanische Künstler zu Ausstellungen, Performance und Symposien eingeladen und durch Ania Dziezewska sind viele Projekte (Ausstellungen, Festivals, Performance und Theaterstück) mit polnischer Beteiligung zu Stande gekommen. Zu den genannten haben bisher auch die Künstler von USA, Türkei, Großbritannien, Spanien, Tschechien, Schweiz, Frankreich und Italien teilgenommen.
Die Idee des Vorhabens ist das Industriedenkmal zu erhalten, die Künstler und Kunstausstellungen hochwertigen Werken der modernen Kunst zu präsentieren und der Kunstraum als lebendig und dynamisch für allen Arten gesellschaftlicher Veranstaltungen zu etablieren.

### „ART K“ Ausstellungen
Im Kunstraum Kieswerk wurden ab 2001 jährlich zwei große Wechselausstellungen unter dem Namen „ART K“ präsentiert.

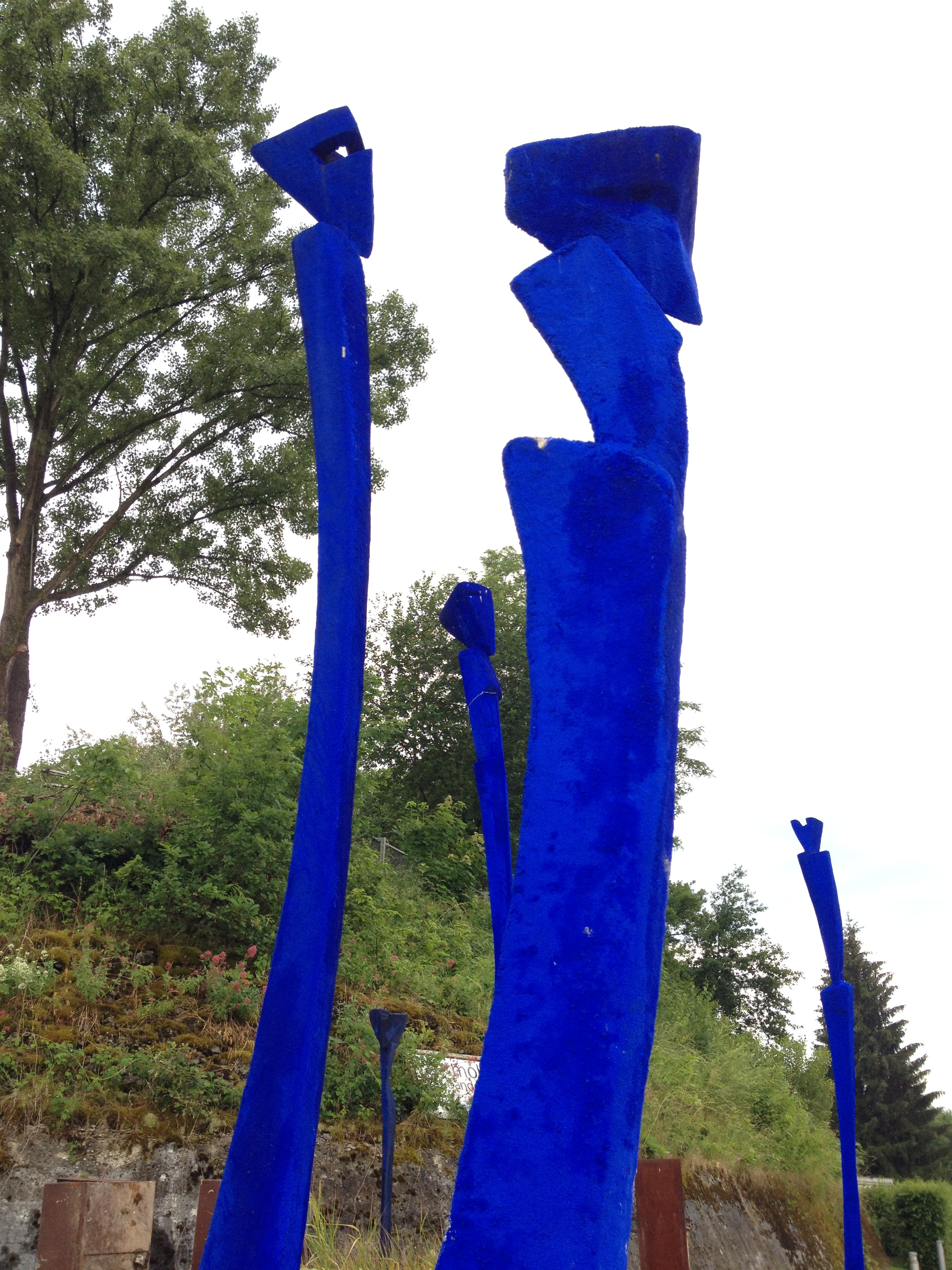
Skulpturen im Hof

Auf 1000 m2 in Innenräumen und auf dem Außengelände werden Malerei, Skulpturen, Grafiken, Installationen, Design, Photos und Objekte mehrerer Künstler gezeigt. Die Ausstellungen entstehen aus der Zusammenarbeit der Hauskünstler und ihrer Kollegen aus aller Welt. Mit seinen Ausstellungen will Kunstraum Kieswerk möglichst viele Kunstinteressierte erreichen und die verschiedenen Ausrichtungen der Gegenwartskunst präsentieren.

## Veranstaltungen
Heute wird die surreale Kulisse der Silos, Stahlständer, Leitungen, Förderband, Treppen und Hof als idealer Hintergrund für Kunstausstellungen, Kieswerk Open Air Festivals, Motion Festivals, Konzerte, Künstler-Symposien, verschiedene Veranstaltungen und weitere kulturelle Anlässe genutzt. Durch die Veranstaltungen und die Anlässe ist geplant, die Industriegeschichte sowie kulturellen künstlerischen Inhalte der Region weiter zu etablieren. Das unterstützt das Bestreben des Kulturamtes der Stadt Weil am Rhein, die kulturelle Szene wertvoller zu machen.